# Vrtlište
Vrtlište (en cyrillique : Вртлиште) est un village de Bosnie-Herzégovine. Il est situé dans la municipalité de Kakanj, dans le canton de Zenica-Doboj et dans la fédération de Bosnie-et-Herzégovine. Selon les premiers résultats du recensement bosnien de 2013, il ne compte plus aucun habitant.

## Démographie

### Évolution historique de la population
| 1948 | 1953 | 1961 | 1971 | 1981 | 1991 | 2013 |
| ---- | ---- | ---- | ---- | ---- | ---- | ---- |
| -    | -    | 510  | 597  | 603  | 399  | 0    |

|  |

### Communauté locale
En 1991, la communauté locale de Vrtlište comptait 572 habitants, répartis de la manière suivante :